# Caroliena Wolters
Caroliena Wolters (30 juni 1996) is een Nederlands voetbalspeelster. Ze speelt als aanvaller voor Medkila IL in de 1. divisjon. In Nederland kwam Wolters uit voor Fortuna Sittard en Telstar.

## Clubcarrière
Wolters speelde in 2014 bij Fortuna Sittard, maar vertrok vrij snel in 2015 naar Standard Luik, en ging begin 2019 terug naar Nederland.
Wolters speelde vervolgens een half seizoen bij Achilles '29 in de Nederlandse Eredivisie, dat aan het eind van het seizoen stopte met vrouwenvoetbal.
In seizoen 2019–20 sluit Wolters aan bij KRC Genk, dat uitkomt in de Belgische Super League.
In de zomer van 2021 verruilde ze Genk voor Allemania Aachen uitkomend in de Regionalliga West. 
In het seizoen 2022-2023 stapte Fortuna Sittard in de Eredivisie Vrouwen in, en sindsdien speelde Wolters weer in Sittard. Ze tekende een contract tot medio 2023.
In de zomer van 2023 presenteerde Telstar Wolters als nieuwe aanwinst. Ze tekende een contract tot 30 juni 2024. Wolters maakt in een thuiswedstrijd op 5 november 2023 tegen Feyenoord haar debuut voor de Witte Leeuwinnen. In een uitwedstrijd tegen FC Utrecht maakte Wolters haar eerste doelpunt in de Vrouwen Eredivisie. Op 29 april 2024 maakte Telstar bekend het aflopende contract van Wolters niet te verlengen, waardoor ze de club na een seizoen alweer verlaat.
Na haar vertrek bij Telstar tekende ze een contract bij het Zwitserse FC Sion. Nadat Wolters een lichte blessure had opgelopen in de voorbereiding, besloten de Zwitsers het contract van Wolters te ontbinden voor een vergoeding.  Wolters vond in het Noorse Medkila IL alsnog haar nieuwe club.

## Statistieken
| Seizoen | Club            | Land       | Competitie         | Wedstrijden | Doelpunten |
| ------- | --------------- | ---------- | ------------------ | ----------- | ---------- |
| 2018/19 | Achilles '29    | Nederland  | Eredivisie         | 10          | 0          |
| 2019/20 | KRC Genk        | België     | Super League       | 1           | 0          |
| 2020/21 | KRC Genk        | België     | Super League       |             |            |
| 2022/23 | Fortuna Sittard | Nederlands | Vrouwen Eredivisie | 4           | 0          |
| 2023/24 | Telstar         | Nederlands | Vrouwen Eredivisie | 13          | 3          |
| Totaal  | Totaal          | Totaal     | Totaal             | 27          | 3          |

Laatste update: 29 april 2024
1 Steen ·
2 Donker ·
9 Van Belen ·
10 Kira ·
11 Hassani ·
12 Van de Pol ·
13 Blomquist ·
14 Nottet ·
15 Daalman ·
17 Lagcher ·
18 Vader ·
19 Vis ·
20 Tiebie ·
21 Berrevoets ·
22 Khanchouch ·
22 Kleef ·
25 Booms ·
Coach: Engelkes